# Kas & de Wolf
Kas & de Wolf was in de periode 1985 t/m 2004 het toneelgezelschap van acteurs Ton Kas en Willem de Wolf. Het gezelschap hield op te bestaan toen het geen structurele subsidie meer ontving. In 2002 wonnen zij de VSCD-Mimeprijs voor hun voorstelling Ons soort mensen. 

## Voorstellingen
- 1985 groenland
- 1986 allegorieën 1 t/m 4
- 1987 de genezing
- 1988 de mode
- 1989 naar de natuur
- 1990 bio
- 1991 rodeo (Kas & de Wolf ism Marien Jongewaard)
- 1992 piste (Kas & de Wolf ism Marien Jongewaard)
- 1995 animo
- 1995 show
- 1996 de jantjes (Kas & de Wolf ism Marien Jongewaard)
- 1997 ambitie
- 1997 desperado
- 1998 mensch durf te leven! (Kas & de Wolf ism Marien Jongewaard)
- 1999 hygiëne (de harries, voorheen Kas & de Wolf)
- 2000 op=op (de harries, voorheen Kas & de Wolf)
- 2001 ons soort mensen (Kas & de Wolf passé)
- 2003 stand in